# Leçons sur le mariage
Leçons sur le mariage (Rules of Engagement) est une série télévisée américaine en cent épisodes de 22 minutes créée par Tom Hertz et diffusée entre le 5 février 2007 et le 20 mai 2013 sur le réseau CBS et sur Citytv au Canada.
En Suisse, la série est diffusée sur TSR1 et en France depuis le 1er avril 2011 sur M6 et à partir du 3 septembre 2012 sur Téva. La série est diffusée depuis le 30 avril 2024 sur Comedy central.

## Synopsis
Cette série décrit les relations hommes/femmes à travers la vie d'un couple marié depuis un moment, d'un couple qui vient de se fiancer et leur ami célibataire.

## Distribution

### Acteurs principaux
- Oliver Hudson (V. F. : Emmanuel Curtil) : Adam Rhodes
- Bianca Kajlich (V. F. : Véronique Desmadryl) : Jennifer Morgan
- Megyn Price (V. F. : Nathalie Duverne) : Audrey Bingham
- Patrick Warburton (V. F. : Emmanuel Jacomy) : Jeff Bingham
- David Spade (V. F. : Guillaume Lebon) : Russell Dunbar
- Adhir Kalyan : Timmy (2009-2013)

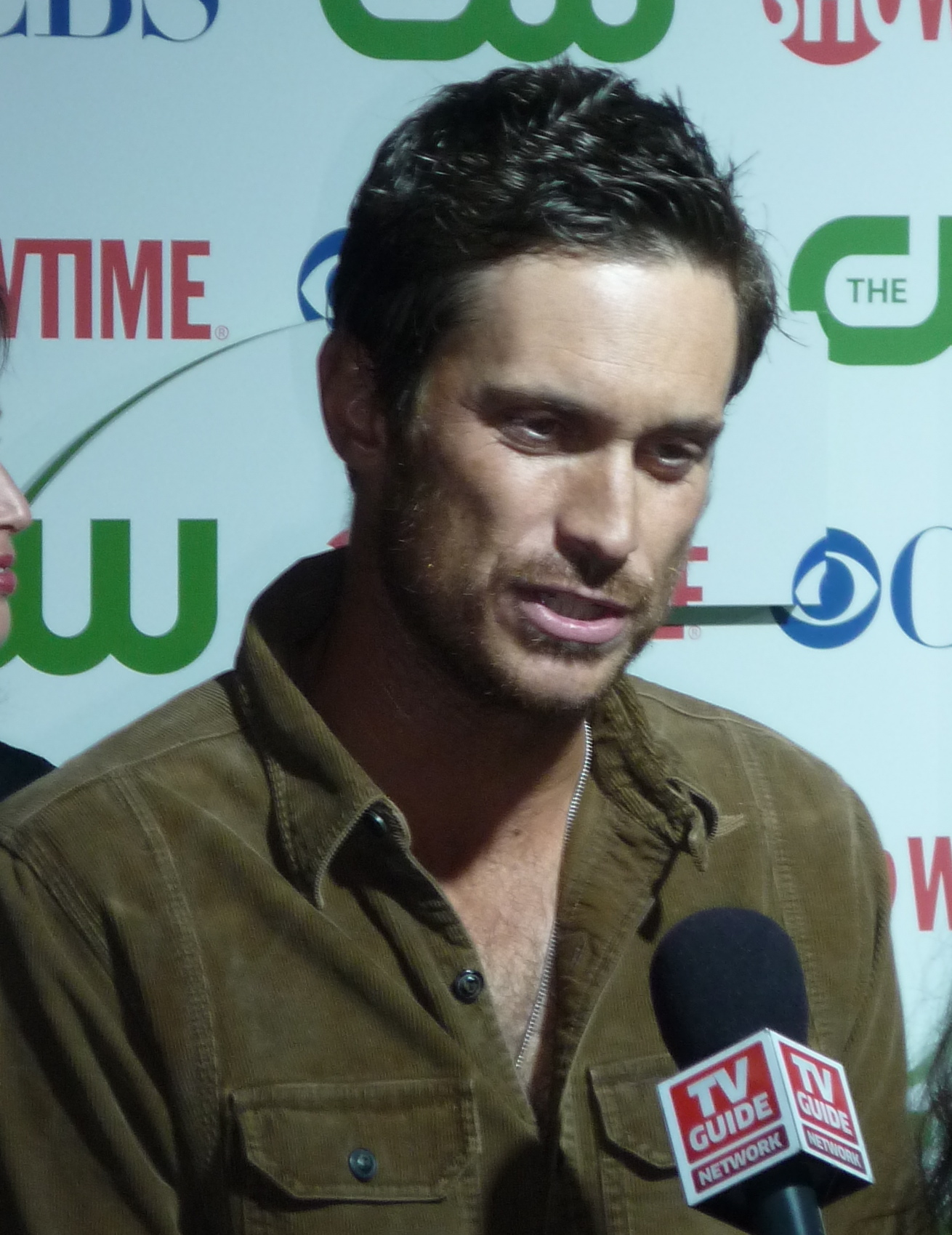
Oliver Hudson (Adam Rhodes)
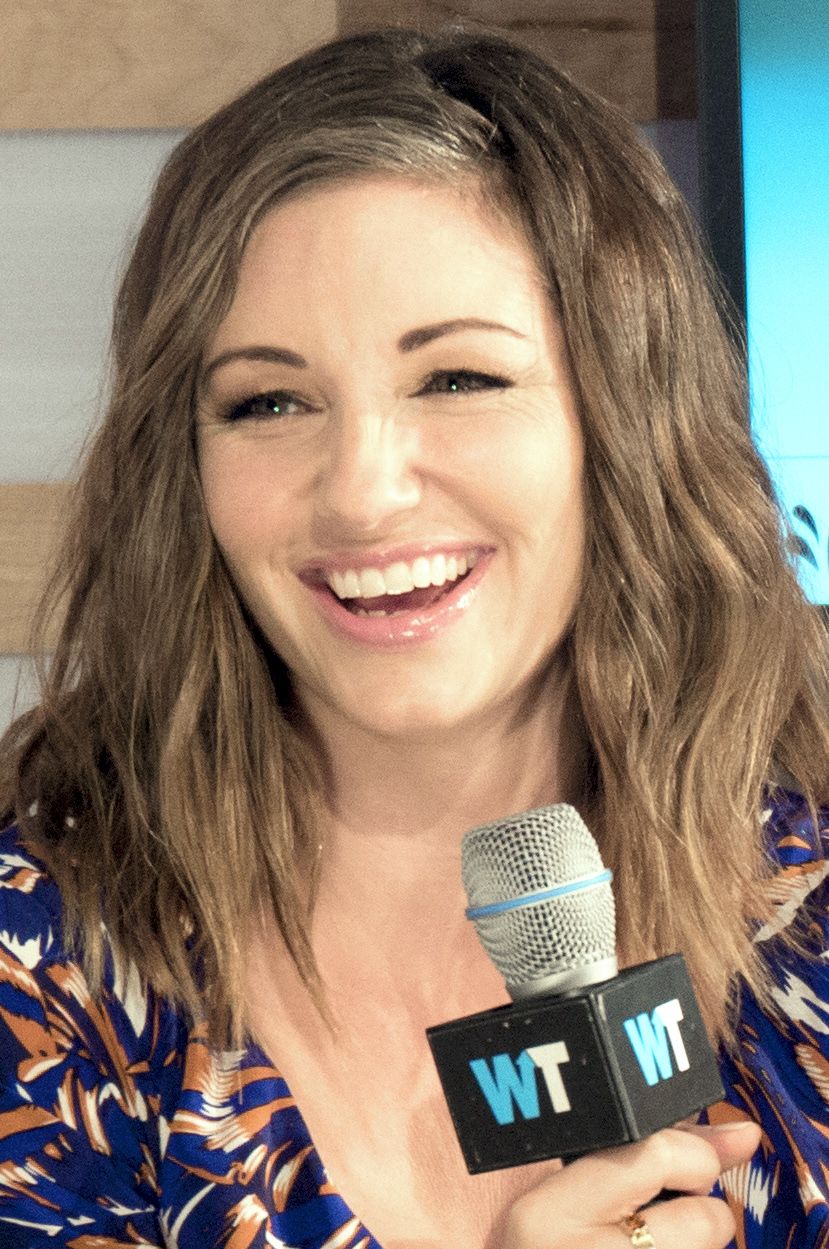
Bianca Kajlich (Jennifer Morgan)
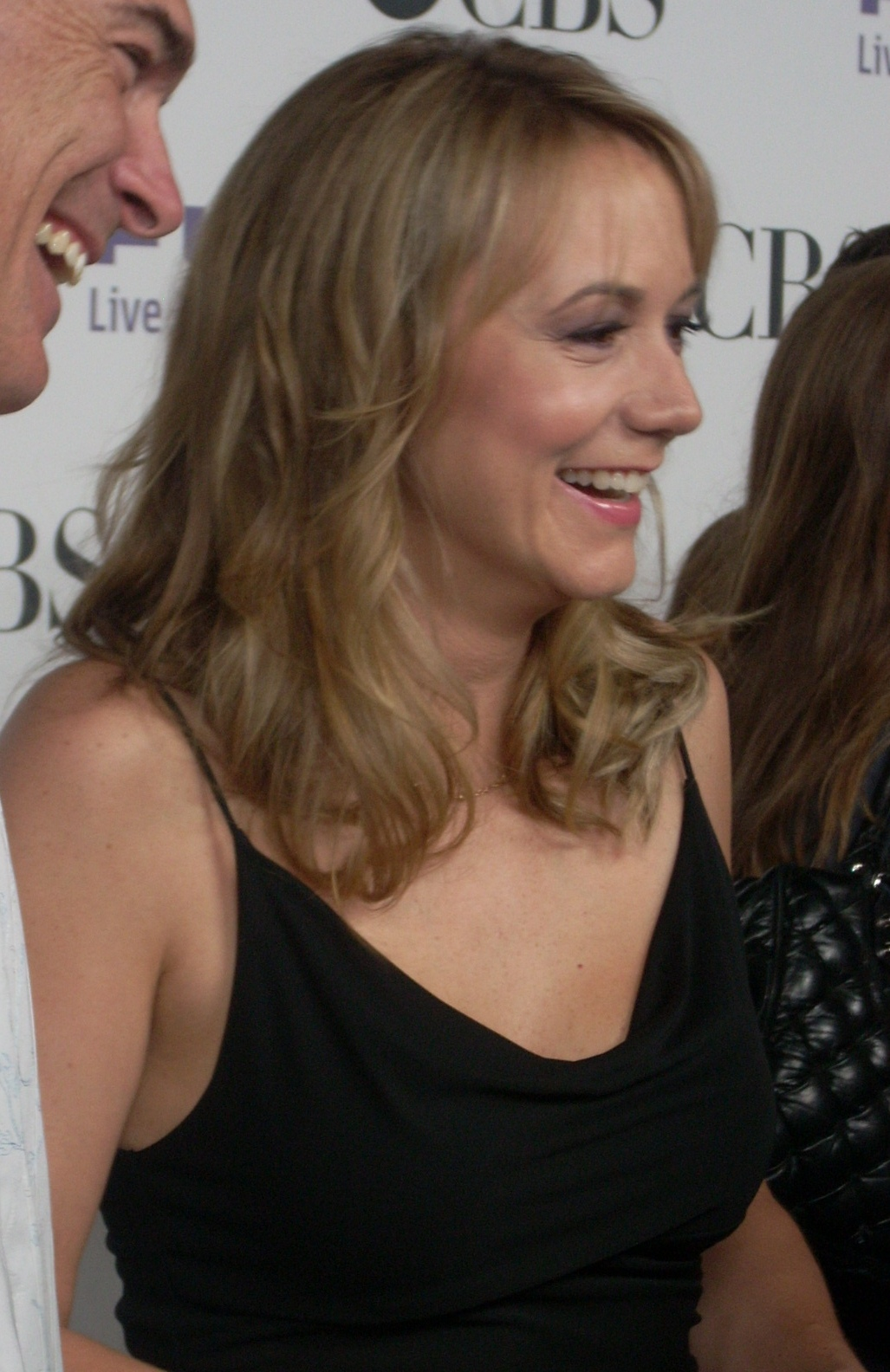
Megyn Price (Audrey Bingham)
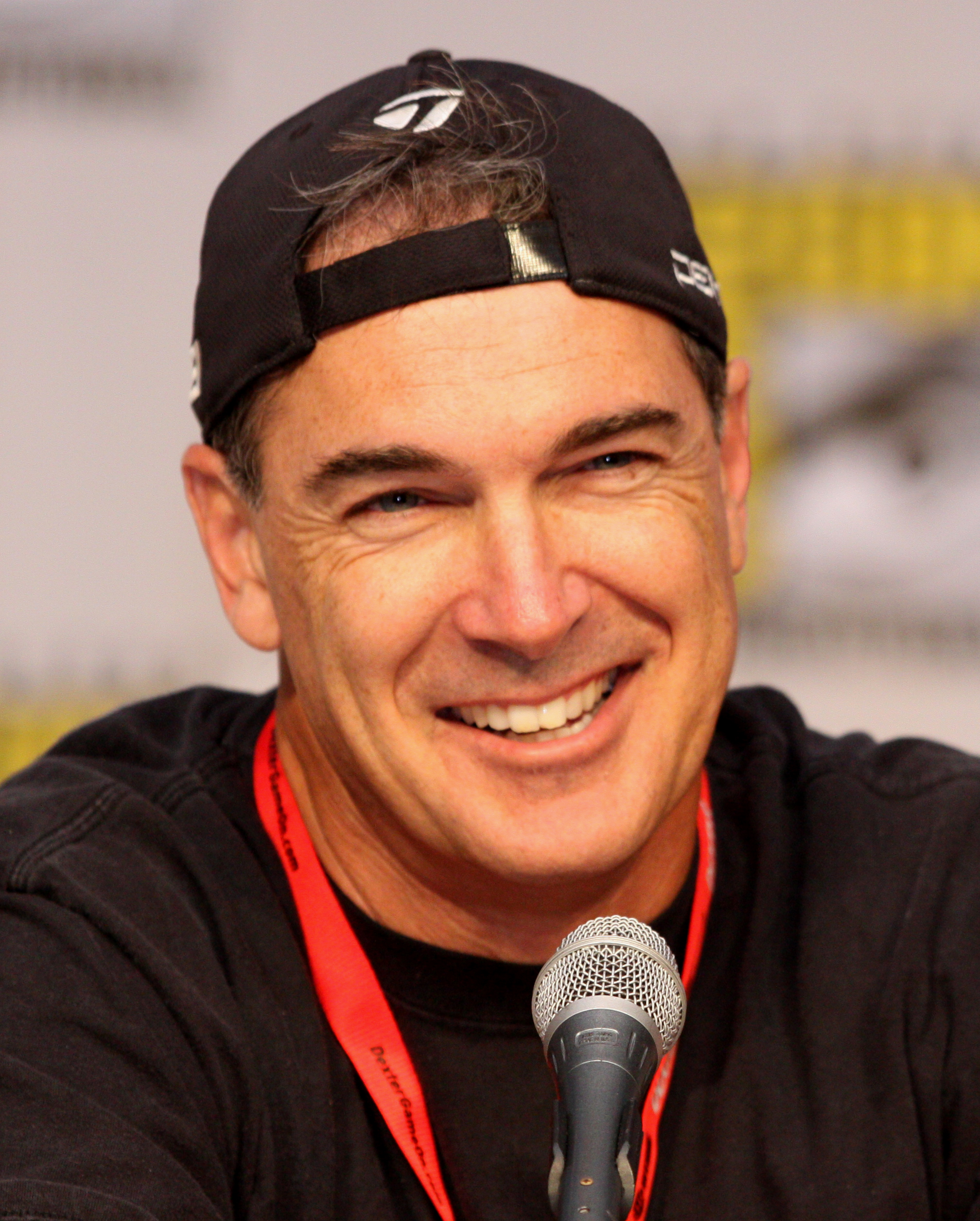
Patrick Warburton (Jeff Bingham)
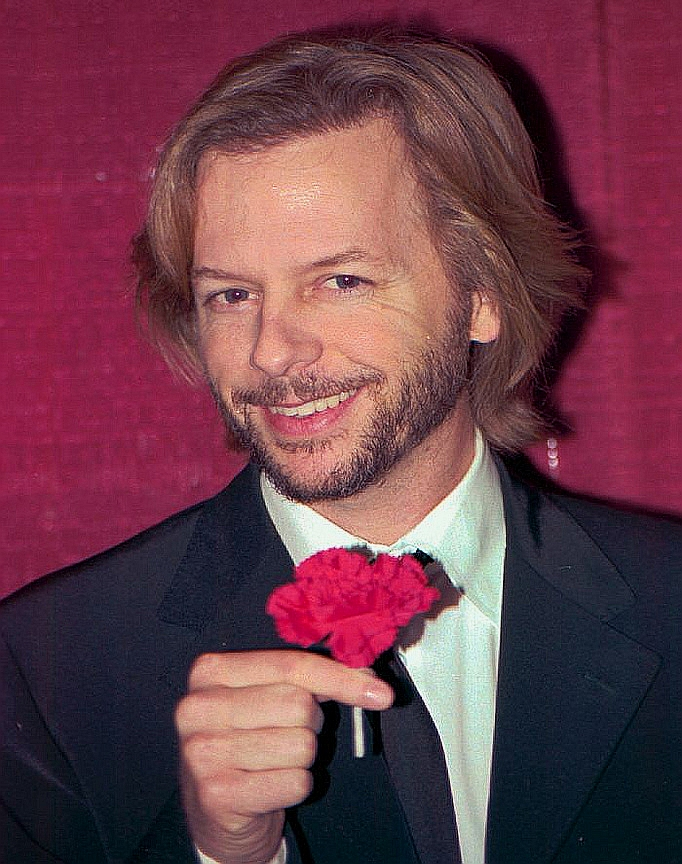
David Spade (Russell Dunbar)

### Acteurs récurrents
- Diane Sellers : Doreen, serveuse au The Island Diner.
- Wendi McLendon-Covey : Liz, voisine de Audrey
- Sara Rue : Brenda, coéquipière de Jeff
- Nazneen Contractor : Suneetha, fiancée de Timmy
- Susan Yeagley : Tracy, collègue de travail d'Audrey.
- Taryn Southern : Allison
- Geoff Pierson : Franklin Dunbar, père de Russell
- Orlando Jones : Brad, ami de Jeff